# Піски (Казахстан)
Піски́ (каз. Пески) — село у складі району імені Габіта Мусрепова Північноказахстанської області Казахстану. Входить до складу Червонного сільського округу, раніше було центром ліквідованої Піскинської сільської ради.
Населення —  605 осіб(2021; 698 у 2009, 711 у 1999, 825 у 1989).
Національний склад станом на 1989 рік:
- росіяни — 32 %
- українці — 31 %
- німці — 21 %.